# 18e régiment d'infanterie (armée impériale japonaise)
Pour les articles homonymes, voir 18e régiment d'infanterie.
La 18e régiment d'infanterie (歩兵第18連隊, Hohei Dai-Ju-hachi Rentai) est une unité d'infanterie de l'armée impériale japonaise. Son nom de code est Tonnerre-3219 (雷3219, Kaminari-San-Ni-Ichi-Kyu). L'unité est formée en 1884 dans la ville de Toyohashi comme branche de la garnison de Nagoya. Tout au long de son existence, la majorité de ses soldats viennent de la région de Mikawa dans l'est de la préfecture d'Aichi.
Le régiment est déployé pour la première fois en 1894 lors de la première guerre sino-japonaise. En 1904, il est de nouveau déployé pendant la guerre russo-japonaise et combat dans plusieurs batailles importantes. Entre 1928 et 1936, le régiment est déployé en Chine où il est engagé dans deux opérations militaires et occupe la plupart du temps des fonctions de garnison ou d'occupation.
Au début de la seconde guerre sino-japonaise en été 1937, le régiment participe à la bataille de Shanghai puis à d'importantes campagnes dans le centre de la Chine. En 1944, le 18e régiment est envoyé sur le théâtre du Pacifique en tant qu'unité de la 29e division. Sur le trajet en direction de Saipan, son navire de transport est torpillé et coulé. Plus de la moitié des hommes du régiment meurent noyés mais les survivants sont secourus et rapatriés à Saipan. Plusieurs hommes sont laissés derrière mais la majorité des rescapés est envoyée à Guam et préparée à repousser une invasion américaine imminente. Des membres du 18e régiment participent à la bataille de Saipan et à la bataille de Guam. Au cours de ces deux batailles, presque tous les soldats du 18e régiment sont tués au combat. Quelques-uns survivent à la grande charge banzaï et tentent d'échapper à la capture en se cachant dans la jungle mais en tant qu'unité opérationnelle, le 18e régiment cesse d'exister.
Après la bataille de Saipan, l'un des officiers du régiment, le capitaine Sakae Ōba, se distingue en prenant le commandement de quelques soldats et civils japonais ayant survécu à la bataille. Ōba et ses hommes se rendent en décembre 1945, trois mois après la fin officielle de la Seconde Guerre mondiale.

## Histoire
Les trois bataillons du 18e régiment d'infanterie sont établis à Nagoya et otbiennent leurs couleurs le 15 août 1884. En 1886, le régiment est transféré à Toyohashi, et la majorité de ses recrues sont alors originaires de la ville et de la région de Mikawa dans l'est de la préfecture d'Aichi. En mai 1888, la 3e division est organisée et le 18e régiment d'infanterie est placé sous son commandement.
Le régiment est déployé pour la première fois en 1894 pour participer à la première guerre sino-japonaise (1894-1895). En 1904, le régiment est de nouveau déployé pendant la guerre russo-japonaise. Le régiement participe à la bataille de Nanshan, la bataille de Te-li-Ssu, la bataille de Tashihchiao, la bataille du Cha-Ho, la bataille de Panlongshan, et d'autres,.
En 1907, le régiment est transféré de la 3e division à la 15e division. En 1925, la 15e division est dissoute sous ordre du ministre de la Guerre Kazushige Ugaki, et le régiment retourne dans la 3e division,.
En mai 1928, le régiment est déployé pendant l'incident de Jinan, et sert ensuite comme force de garnison à Tianjin. En février 1933, le régiment participe à l'opération Nekka. Après cet affrontement entre forces chinoises et japonaises, la Mongolie-Intérieure est placée sur le contrôle du nouvel État du Manchoukouo contrôlé par les Japonais,. En 1934, le régiment est en garnison au Mandchoukouo. Il retourne à Toyohashi en 1936,.

## Seconde guerre sino-japonaise

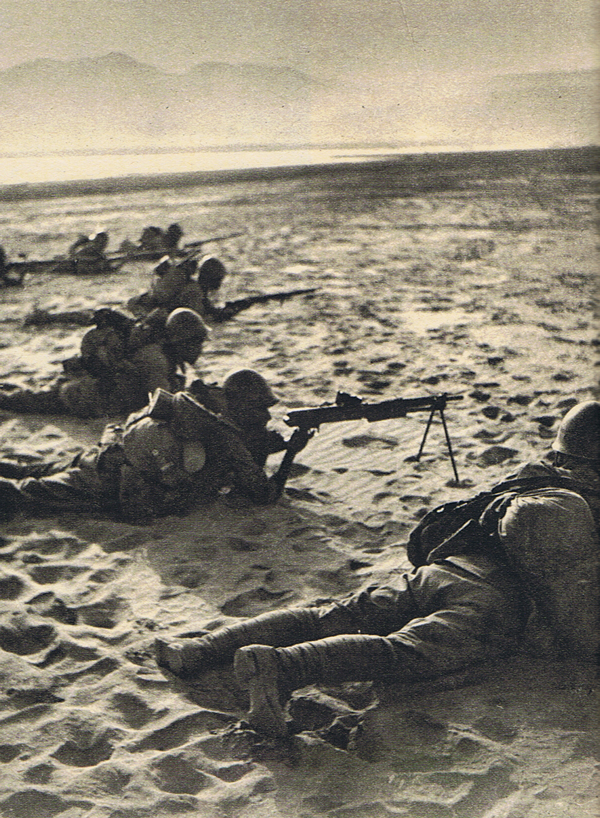
Soldats du d'infanterie durant l'opération Ichang en 1940.

Après le début de la guerre à la suite de l'incident du pont Marco-Polo, le 18e régiment est mobilisé en août 1937. Le régiment débarque en Chine et participe à la bataille de Shanghai puis à la bataille de Nankin,,. Début décembre, le régiment traverse le Yangzi Jiang entre Shanghai et Nankin pour attaquer Jiangyin juste au sud de Jingjiang. Le régiment occupe les deux villes jusqu'au 9 mars 1938.
En mai 1938, le régiment participe à la bataille de Xuzhou. Plus tard dans l'année, il participe à l'opération Hankou dans le cadre de la bataille de Wuhan. En 1939, il combat à la bataille de la rivière Xiang, à la première bataille de Changsha, ainsi qu'à de petits affrontements dans la région,. En 1940, le 18e régiment participe à l'opération Ichang et à l'opération de la rivière Han (en), toutes deux dans la province du Hubei.
En juillet 1942, le commandement du 18e régiment est transféré de la 3e division à la 29e division. Le régiment sert ensuite comme force de garnison à Haicheng, à l'époque dans la province de Mukden, actuellement dans la province du Liaoning. Début 1944, la majeure partie du nord de la Chine est officiellement sécurisée et la plupart des unités sont transférées sur différentes îles du Pacifique afin de soutenir les lignes de défenses sérieusement mises à mal. En février 1944, la 29e division, composée du 18e, 38e, et 50e régiments d'infanterie, est mobilisée et préparée pour des opérations sur le théâtre du Pacifique,.

## Guerre du Pacifique
Parti de Mandchourie, le 18e régiment d'infanterie et ses régiments frères voyagent jusqu'en Corée où ils embarquent sur quatre navire de transports à Pusan. Le convoi est escorté par trois destroyers classe Yūgumo : l'Asashimo, le Kishinami, et le Okinami, et sont d'abord envoyés sur l'île de Saipan,,. Le 29 février 1944, le navire transportant le régiment, le Sakito Maru, est touché par une torpille tirée par le sous-marin américain USS Trout juste au nord-est de Saipan,. Le transporteur sombre, et 2 200 hommes sur les 3 500 à bord se noient, dont le commandant du régiment, le colonel Monma Kentaro,. Plusieurs chars sont également perdus ainsi que la plupart de l'équipement du régiment. Les trois destroyers d'escorte jettent des grenades anti-sous-marine, coulant le Trout, puis secourt les survivants des navires coulés. Près de 1 800 hommes du régiment sont déposés à Saipan.

### Saipan
Après une réorganisation, deux bataillons du 18e régiment sous-équipé sont transportés à Guam en mai 1944,, cependant, environ 600 hommes du 1er bataillon sont laissés derrière à Saipan. Ces troupes, commandées par le capitaine Masao Kubo, rejoignent la garnison de l'île, et presque la totalité est tuée durant la bataille de Saipan en juin-juillet 1944. Après la bataille, le capitaine Sakae Ōba se distingue en prenant le commandement de quelques soldats et civils japonais ayant survécu à la bataille. Le groupe compte près de 300 membres et se réfugie dans des grottes ou des petits villages dans la jungle. Ils fuient la capture par les Américains qui les pourchassent et survivent jusqu'à ce qu'ils acceptent de se rendre le 1er décembre 1945.

### Guam

Carte de la bataille de Guam.

En mars 1944, le commandant de la 29e division, le lieutenant-général Takeshi Takashina, débarque à Guam et assume le contrôle sur toutes les unités militaires pour la défense de l'île. En anticipation d'une imminente invasion de Guam par les Américains, le corps principal du 18e régiment est basé dans les montagnes, et chaque compagnie est déployée pour couvrir les points de débarquement possibles. Le 21 juillet 1944, l'opération de débarquement américaine commence. Malgré une féroce résistance, les forces américaines prennent le contrôle de deux têtes de pont sur la plage à la nuit tombée tandis que les défenseurs japonais tentent de contre-attaquer et d'attaquer les positions américaines avec des mitrailleuses, de l'artillerie, et des mortiers.
Le 24 juillet, le quartier-général des forces japonaise reçoit l'ordre de Tokyo de « défendre Guam à tout prix ». Le général Takashina met au point un plan d'attaque pour déloger la 3e division de Marines américaine, qui occupe les hautes terres à Asan, au nord de la péninsule d'Orote. L'attaque de Takashina doit être coordonnée avec un assaut des forces japonaises piégées dans la péninsule. Le 18e régiment, réorganisé en trois bataillons, est l'une des principales unités à attaquer les positions américaines. Deux bataillons devront attaquer le 21e régiment de Marines et l'autre le flanc du 29e régiment de Marines. L'objectif est d'exploiter un espace d'environ 700 m entre les deux régiments, pour briser les lignes américaines et atteindre les hautes terres. D'autres unités attaqueront les Américains ou les têtes de pont avec des charges de démolition pour détruire les réserves de munitions ou de matériel.
Dans la nuit du 25 juillet, les couleurs du 18e régiment d'infanterie sont rituellement brûlées, avec l'autorisation du commandant de la division, en anticipation de la destruction complète du régiment.

#### Premier bataillon
Juste après minuit, le 1er bataillon attaque le centre du 22e régiment de Marines. Des vétérans de la bataille raconteront plus tard que la plupart des soldats japonais étaient armés de fusils et que leurs officiers portaient des épées, tandis que certains Japonais avaient des couteaux, des fourches, ou des baïonnettes montées sur de longs bâtons et utilisées comme des lances. Chargeant en terrain découvert, ils sont frappés par l'artillerie, les mortiers, et les mitrailleuses américaines jusqu'à leur retraite à travers une mangrove. L'artillerie continue de bombarder les marais pour décourager une nouvelle attaque japonaise.

#### Deuxième bataillon
La principale attaque japonais est lancée vers 3h00 le 26 juillet. L'assaut du 2e bataillon, commandé par le major Maruyama Chusa, frappe le centre du 21e régiment de Marines, et voit beaucoup de combats désespérés au corps à corps toute la nuit. Le bataillon charge à travers les tirs de mitrailleuses et de mortiers afin d'atteindre les Américains. Dans le but de briser leurs lignes, les hommes de Maruyama se frayent un chemin à travers un vallon descendant jusqu'à la plage. Les Américains ont cependant anticipé cette possibilité et une fois dans le vallon, les Japonais rencontrent plusieurs chars Sherman. Manquant d'armes antichar, les troupes japonaises ne réussissent à endommager aucun char, et essayent de les esquiver pour continuer leur descente du vallon. Ces troupes se regroupent et chargent un autre point de la ligne américaine pour combattre au corps à corps jusqu'à leur annihilation.

#### Troisième bataillon
Le 3e bataillon, commandé par le major Yukioka Setsuo, parvient à exploiter un espace entre les lignes des 9e et 21e régiments de Marines, et se dirige vers le poste de commandement américain sur la plage. Les Japonais parviennent presque à s'en emparer mais l'attaque de Yukioka est émoussée par des combats désespérés durant la contre-attaque américaine soutenue par l'artillerie et des mortiers. Un élément du 3e bataillon attaque le quartier-général de la 3e division de Marines. Les Japonais sont bloqués lorsque tous les Américains disponibles, comprenant également les cuisiniers, les prêtres, les médecins, et certains blessés, rejoignent le combat, avant que deux compagnies de génie arrivent pour soutenir les Américains. Les ingénieurs contre-attaquent et à l'aube, toutes les troupes japonaises sont détruites ou en fuite à travers le vallée de la rivière Nidual. Les ingénieurs les poursuivent et raconteront avoir assisté toute la journée aux suicides de nombreux Japonais pour une méthode inhabituelle : quand un soldat japonais ne pouvait plus s'échapper et que sa capture était imminente, il tirait la goupille de sa grenade, la plaçait sur sa tête avant de remettre son casque et attendait l'inévitable.
Au matin du 26 juillet, il devint évident que l'attaque visant à déloger les Américains avait échoué, tout comme la tentative de débloquer la péninsule d'Orote. Il est également évident pour le général Takashina qu'une victoire à Guam n'est plus possible, en raison des énormes pertes en hommes, officiers, armes, ainsi que sur le moral des survivants. Takashina décide alors que toutes les troupes restantes doivent s'échapper vers l'intérieur de l'île, afin de se regrouper et de mener une campagne de guérilla pour infliger le plus de dégâts possibles aux forces américaines. Pendant les combats de la nuit précédente, la plupart des hommes du 18e régiment ont été tués, ainsi que leur commandement, le colonel Hikoshiro Ohashi. Au soir du 26 juillet 1944, le 18e régiment d'infanterie cesse d'exister en tant qu'unité opérationnelle,.

## Commémoration
Le principal mémorial au 18e régiment d'infanterie est situé au parc de la ville de Toyohashi. Il existe également des monuments sur les îles de Saipan et de Guam, financés par l'association des vétérans du régiment,.